# Gloria Flórez
Gloria Flórez, née le 9 janvier 1962 à Bucaramanga, est une sociologue, militante des droits humains et femme politique colombienne, sénatrice depuis le 20 juillet 2022, présidente de Colombia Humana depuis le 19 août 2024.
Militante des droits humains et active dans la défense des déplacés internes en Colombie, elle est directrice de l'Association Minga, une organisation de défense des droits humains. En 1998, elle a remporté le prix Robert F. Kennedy pour les droits de l'homme. 
Engagée en politique à partir des années 2000, elle devient proche de Gustavo Petro et l'accompagne dans son cabinet à la mairie de Bogota. Elle est élue sénatrice avec le Pacte historique en 2022 et est élue présidente du parti Colombia Humana en 2024.

## Biographie

### Études et militante des droits humains
Gloria Flórez est née le 9 janvier 1962 à Bucaramanga. Afin de poursuivre des études supérieures, elle déménage à Bogota. Elle étudie la sociologie à l'Université coopérative de Colombie (es) et obtient une maitrise en Paix, développement et citoyenneté à la Société universitaire Minute de Dieu (es).
Elle est ensuite fondatrice et directrice de l'association Minga, en faveur d'une « politique sociale alternative » et engagée dans la défense des droits humains. En 1998, elle remporte le prix Robert F. Kennedy pour les droits de l'homme.
En 2004, l'association Minga a défendu les intérêts et la sécurité de la population de la région de Catatumbo (es), puisque 30 000 personnes sont devenus des déplacés internes après les combats dans le cadre du conflit armé dans la région.
En 2009, Gloria Flórez et son association Minga sont intervenues pour enquêter sur les allégations du trafiquant de drogue Diego Fernando Murillo alias Don Berna, accusé d'avoir financé la campagne du président Álvaro Uribe en 2002.

### Parcours politique

#### Membre fondatrice du Pôle démocratique alternatif et du mouvement Progresistas
En 2005, elle participe à la création du Pôle démocratique alternatif. Elle rejoint ensuite la direction nationale et le Comité Exécutif national. Elle y rencontre le sénateur Gustavo Petro.
En 2011, elle accompagne Petro et fonde le parti Progresistas. Trois ans plus tard, en 2014, après l'élection de Gustavo Petro à la mairie de Bogota, elle est nommée Secrétaire du gouvernement de Bogota. Elle est membre du cabinet jusqu'au 1er janvier 2016.

#### Candidate au Sénat en 2018 et élue en 2022
Lors des élections législatives de mars 2018, Gloria Flórez est candidate au Sénat, soutenue par la coalition de la Liste de la décence (es), regroupant le Mouvement alternatif indigène et social, Colombia Humana et l'Union patriotique, mais elle n'est pas élue.
Lors des élections législatives de mars 2022, elle est à nouveau candidate au Sénat, cette fois-ci avec la coalition du Pacte historique, placée à la seizième position sur la liste fermée. Elle est éluée sénatrice. 

#### Présidente de Colombia Humana
Le 19 août 2024, lors du second congrès national de Colombia Humana, Gloria Flórez est élue présidente du parti et succède à Gustavo Petro. Très proche du président de gauche, elle est élue avec l'objectif de créer un parti unique de gauche avec l'ensemble des membres de la coalition du Pacte historique avant les élections de 2026.